# Långehalls naturreservat
Långehall är ett naturreservat i Hällaryds socken i Karlshamns kommun i Blekinge. Det innefattar en mindre del av Stensjön.
Reservatet bildades 2012 och omfattar 28 hektar. Det är beläget norr om Hällaryd och består av ett svårtillgängligt skogsområde med ovanliga marksvampar.
Skogen i området består av blandskog med tall, avenbok, bok, ek, björk, asp och gran. Död ved medför ett rikt liv med insekter och svampar. I svackor finns mindre kärr och sumpskogar.
I den norra delen av reservatet finns rester av ett torp med husgrunder, stenmurar, odlingsrösen och en terrasserad åker.